# 第3装甲師団 (ドイツ国防軍)
第3装甲師団 (3. Panzer-Division) は、第二次世界大戦期のドイツ国防軍陸軍に編成された装甲師団の一つである。
第3装甲師団は1935年にドイツ国防軍に最初に編成された3つの装甲師団の一つで、1939年のポーランド侵攻、1940年のフランス侵攻に参加した後、1941年6月のバルバロッサ作戦以降は終戦まで東部戦線での戦いに従事した。

## 歴史
第3装甲師団は1935年10月15日に、第1、第2装甲師団と共にドイツ国防軍の最初の装甲師団として編成された。
編成当時、ドイツはヴェルサイユ条約により戦車の開発を大幅に制限されていた事もあり、1935年時点では機関銃を装備したI号戦車の生産がようやく始まっていた程度で、2cm砲を装備したII号戦車もまだ試作段階であった。第3装甲師団の戦車部隊の一部の要員は、I号戦車に搭乗してスペイン内戦への派遣部隊"コンドル軍団"の地上部隊であるイムカー戦闘団に参加している。開戦前に行われたオーストリア併合の際にも他の装甲師団と同様に派遣されている。
1939年のポーランド侵攻の際には師団は391両の戦車を装備しており、ポーランド北部ポメラニア地域への侵攻を担当した。
1940年5月のフランス侵攻作戦ではベルギーを経由してフランス北部に侵攻した。
同じ1940年の後半には、第3装甲師団は北アフリカ戦線のイタリア軍の支援の為にリビアに派遣される計画があったが、イタリア軍がギリシャに侵攻したため（ギリシャ・イタリア戦争）計画は中止され、第3装甲師団はジブラルタル海峡の封鎖作戦であるフェリックス作戦に派遣される予定となった。ただ、第3装甲師団の第5戦車連隊だけはリビアに派遣される事となり、翌1941年2月に北アフリカに到着後、第5軽師団として再編成された。その後、北アフリカ戦線には第15装甲師団も派遣され、第5軽師団と共にドイツアフリカ軍団 (DAK) を構成した。この後1941年8月には第5軽師団が第21装甲師団に改編されている。
1941年のソ連への侵攻直前の時期には、1940年10月に潜水戦車4個大隊を配備する師団として新編された第18装甲師団が再編を受け、4個の潜水戦車大隊のうち1個大隊が第3装甲師団第6戦車連隊の指揮下となった。
1941年6月のバルバロッサ作戦では、ハインツ・グデーリアンの第2装甲集団傘下で当初は中央部の戦域に投入され、キエフ包囲戦に参加した。その後、モスクワへ侵攻するため北進しトゥーラに向かって前進した。
1941年から1942年の冬季に行われたソ連軍の反攻に対しては第3装甲師団は緊急対応部隊として各地で活動し、1942年春には、第一装甲軍の傘下移り、ハリコフの防衛戦に従事した。1942年夏のドイツ軍攻勢のブラウ作戦では、第一装甲軍はA軍集団の隷下として参加しコーカサス方面への侵攻を担当した。ブラウ作戦は当初は順調に推移したが最終的には失敗し、第3装甲師団もモズドク周辺での戦闘で多大な損害を出していた。師団はロストフから凍結したアゾフ海を通過する事で撤退に成功した。
1943年の夏にはドイツ軍の攻勢作戦であるツィタデレ作戦（クルスクの戦い）では、南部の攻勢部隊のひとつであるXXXXVIII装甲軍団の左翼を務めた。この作戦も失敗に終わった後、師団はソ連軍の反攻に対する防衛戦に従事した。この後、師団は複数の戦線でソ連軍の突破に対応する緊急部隊として各地を転戦し、チェルカッシー、キエフ、ドニエプルでの戦闘を経験した後、攻勢を受けポーランド国内に後退した。1944年末にはハンガリー西部に南進しブダペスト包囲戦に参加するがこの作戦も失敗に終わり、終戦間際にオーストリア国内に撤退しアメリカ軍に投降した。

## 構成
以下に第3装甲師団の基本的な編成状態を示す。

### 1939年 ポーランド侵攻時
- 第3装甲旅団
  - 第5戦車連隊（フランス侵攻戦後に第5軽師団（後の第21装甲師団（英語版））に改編
  - 第6戦車連隊

- 第3歩兵旅団
  - 第32歩兵連隊
  - 第3オートバイ歩兵大隊

- 第75砲兵連隊
- 第3偵察大隊
- 第39戦車駆逐大隊
- 第39工兵大隊
- 第39信号大隊
- 第83補給団

### 1943年 東部戦線
- 第6戦車連隊
- 第3装甲擲弾兵連隊
- 第394装甲擲弾兵連隊
- 第75砲兵連隊
- 第314対空大隊
- 第3装甲偵察大隊
- 第543戦車駆逐大隊
- 第39工兵大隊
- 第39信号大隊
- 第83補給団